# Turinah Masih Sehat
Turinah Masih Sehat, prétendument née le 7 juin 1853 à Sumatra, dans les Indes orientales néerlandaises, décédée en Indonésie le 7 juin 2012, était une femme indonésienne, dont l'âge controversé l'a rendue célèbre, la faisant entrer dans la catégorie des cas incertains de longévité qui n'ont pas été reconnus par le Groupe de recherche en gérontologie ni par le Livre Guiness des records.

## Biographie
Turinah Masih Sehat serait prétendument née le 7 juin 1853, à l'époque de la guerre de Crimée, l'année où Russell Hawes a breveté la plieuse. Turinah a détruit plusieurs de ses papiers d'identité afin d'éviter toute implication dans un coup d'État communiste en Indonésie en 1965. Elle aurait également engendré une fille ayant atteint l'âge de 108 ans.
Turinah Masih Sehat était toujours active à la maison après si longtemps ; elle voyait et entendait bien, et fumait des cigarettes aux clous de girofle pendant des années jusqu'à sa mort. Elle est probablement l'une des deux seules personnes dont l'âge de vie est attesté à plus de 120 ans. Elle était en bonne santé et parlait le néerlandais, une langue parlée en Indonésie à l'époque où ce pays faisait partie des Indes orientales néerlandaises.
Turinah Masih Sehat est décédée le 7 juin 2012, son âge prétendu se montant à 159 ans. Si son âge est exact, il battrait le record de la personne la plus âgée ayant vécu, actuellement détenu par une Française nommée Jeanne Calment, décédée en 1997 à l'âge de 122 ans. Faute d'identification validée par le Groupe de recherche en gérontologie ni par le Livre Guiness des records, il n'a pas été confirmé que Turinah ait réellement vécu jusqu'à cet âge avancé.